# 羅将神ミヅキ
羅将神 ミヅキ（らしょうじん ミヅキ）は、SNK（SNKプレイモア）のテレビゲーム『サムライスピリッツ』シリーズに登場する架空の人物。

## 概要
『真SAMURAI SPIRITS 覇王丸地獄変』（以下『真サム』と表記）の最終ボスにして、『サムライスピリッツ』シリーズ初の女性ボスキャラクターである（他の女性ボスは3D『侍魂』シリーズの壊帝ユガ（女性形態）や『蒼紅の刃』の命）。現在の肉体は女性であるが、それは取り込んだ舞妓「美州姫」（後述）のものであり、最初の「みづき」（後述）の性別は不明である。
『真サム』の時代から1000年ほど前（平安時代）、赤子だった頃に口減らしとして海に流される。捨てられたことに憎悪を抱き、死を目前に恐怖を感じた赤子の怨念は暗黒神アンブロジァを呼び出し、朽ちていく己の肉体を生贄として仮契約し不死化する。その後、下北半島・陸奥の村に漂着。村人に「みづき」と名付けられ、恐山の霊力を吸収して成長する。13年後、その村を生贄にしてアンブロジァと正式に契約。以後羅将神ミヅキを名乗り、数百年にわたって世界中に災厄をもたらした。アンブロジァとの契約により不死化しているが、力を増幅するために他人の肉体を取り込み魂を吸収する必要がある。なお、「羅将神」とは「羅神（魑魅魍魎）を統べる神」の意。
『真サム』の時代から300年ほど前（戦国時代初期）、当時の肉体に限界が来たために休眠。それから100年ほど経った頃（戦国時代後期）、休眠中の自分を調伏に来た神通力を持つ舞妓・美州姫（びずき）を逆に取り込む。以後、美州姫の体を借りて現世に顕現している。
『真サム』の時代から百数十年ほど前（江戸時代初期）、闇の力が減衰期を迎えたことで恐山に封印された（実際には自分で眠りに就いたのだが、それでも高名な法力僧数十名の命と引き換えであったという）。この封印には機巧おちゃ麻呂たち機巧兵も多数参加したらしいことが『サムライスピリッツ 天下一剣客伝』（以下『剣客伝』と表記）で語られている。
眠っていたミヅキを倒そうとした花諷院和狆と黒子（どんなに強い魔物もこの2人にかかれば簡単に封じられていた）を霊体のみで一蹴している（封印されているが、霊体は自在に活動できた）。
1788年に天草四郎時貞ら魔性の者によって暗黒神の力が活性化したことが原因で、ミヅキも覚醒する（ここから『真サム』の物語の幕が開けた）。現世に破滅や憎悪、恐怖や絶望に満ち溢れた暗黒の時代を到来させるべく、アンブロジァの兇神化を目論み、アンブロジァの糧となり得る強い魂を欲している。とくに古の勇者の魂である「紅珠魂」・「白珠魂」・「蒼珠魂」・「玄珠魂」を狙っており、紅珠魂を宿す覇王丸、白珠魂を宿す千両狂死郎、蒼珠魂を宿す柳生十兵衛、玄珠魂を宿すナインハルト・ズィーガーの4人を標的として狙う。また、『剣客伝』では前述の4人の魂に加えて、強い力と意志を宿す魂の持ち主としてナコルルに目を付け、彼女を「邪神の巫女」としてアンブロジァ完全復活のための生贄にしようと企む。
『真サム』でCPUミヅキとの対決前に彼女が発する梵字の言葉は、6ヶ月前に人の死を知り、その者の心臓を喰らうとされる鬼女ダーキニーに対して守護を願う「荼枳尼天真言」で、「オン・ダキニ・サハハラキャテイ・ソワカ（食人神とその眷属よ、畏れ敬いもうす）」と発音する。
『サムライスピリッツ 天草降臨』のエンディングに、“ラキ、ラキ、ラキキ……”の一言だけ登場。千両狂死郎（輪郭だけ）と天草四郎時貞（魂を封印）のエンディングでは、明らかにそれと分かる出方をしている（天草の封印は後に消え去る）。
『KOF MAXIMUM IMPACT2』では参戦していないが、隠しステージの背景に登場する。

### キャラクターデザイン
長い黒髪をそのまま下ろし、白い水干や緋袴などの巫女装束を身に纏った若い女性の姿をしている（前述の通りこの姿は美州姫のもの）。
爪は長く鋭く伸ばされ、深紅に塗られている。

### 武器
ミ・ゴウの玉串
ミヅキの武器。玉串と名付けられてはいるが、一般的な玉串のように葉付きの榊の枝ではなく、木製の棒に紙垂を結び付けたような御幣に近いデザインとなっている。
『真』の時点では「神が創った神器ともいわれ、そのうえアンブロジァの加護といういわば二重の結界に守られているため、武器破壊技が命中しても決して壊れない」という設定だったが、使用キャラクターになってからはゲームバランス上そういうことはない。

### 美州姫 / 美州鬼（びずき）
表記は文献によって「美州姫」と「美州鬼」の2種類の表記があり、『サムライスピリッツ零SPECIAL』の公式サイトでは「美州鬼」、後述の『真説サムライスピリッツ 武士道烈伝』では「美州姫」の表記が使われている。以下、本項では「美州姫」として記載する。
『真サム』の二百数十年前（戦国時代中期）、渡会（現在の伊勢）に生まれる。元々の美貌も相まって12歳の頃、見たものを虜にする舞妓として有名になる。16歳の頃に神通力に目覚めその舞はますます磨きがかかり、人ばかりか魔物をも魅了し調伏するようになる。25歳の時に羅将神ミヅキの存在を知り、調伏して平和に役立てようとミヅキの封印を解くが、彼女の力をもってしてもミヅキには到底及ばず、逆に取り込まれてしまう。ロールプレイングゲーム作品『真説サムライスピリッツ武士道烈伝』（以下『武士道烈伝』と表記）の「妖花慟哭之章」では、彼女がミヅキに体を乗っ取られる様子が描かれている。『真サム』での千両狂死郎のエンディングにて、ミヅキから解放された美州姫は、狂死郎に二人舞の相方となるよう誘われる。その後、狂死郎に与えられた阿国に名を改めており、『ネオジオフリーク』に掲載された相関図では狂死郎との関係が夫婦と記載されている。
ミヅキの技は美州姫の持ち技に由来しているという設定で、『武士道烈伝』にて美州姫が使用する技もこれを反映しており、名称が一部異なる形で『真サム』のミヅキのものと似通っている。括弧の中は対応するミヅキの技。
- 輪心共鳴（＝邪心共鳴）
- 覇気陽明陣（＝覇気陰滅陣）
- 天神飢爆魂（＝我神飢爆魂）
- 天神共鳴魂（＝我神共鳴魂）
- 天神変裂魂（＝我神変裂魂）
- 輪廻転生（＝魔界転生） - 己の回復をさせる。
- 天地仙翔陣（＝天地魔境陣）
- 對魔光輪呪 - 両手を地面に立てて気を練り、地を這う巨大な衝撃波を前方へ飛ばし、敵全体にダメージを与える。

### 魔獣

#### アンブロジァ
ミヅキが連れている魔獣は、「アンブロジァの思念の一部」であり、プロフィールで特技として挙げている「アンブロジァの調教」の“アンブロジァ”もこの魔獣を指す。
3D作品の『侍魂』では、魔獣は壊帝ユガによって作られたという設定が追加された。『真サム』の後、魔獣はユガのもとに覇王丸の肉片を持ち帰り、ユガはその肉片をもとに木偶などを作った。

#### 『武士道烈伝』
「妖花慟哭之章」では、美州姫が調伏した使い魔・波音（はおん）が登場する。波音は善行を重ねて人間になることを目指していた。だが、恐山でのミヅキとの闘いで、主である美州姫がミヅキの攻撃を受けて、主を守るためにミヅキに立ち向かうも返り討ちにされて倒される。その後ミヅキによって洗脳され、ミヅキのために働く魔物・破怨（はおん）として蘇る。破怨はミヅキに忠誠を誓い、人間界に厄災をもたらすために活動する。破怨はのちのプレイヤー一行にとって重要な存在となる。波音・破怨とも、声は立木文彦が担当。

## ゲーム上の特徴
『真サム』のボスキャラクターとして初登場。あまり行動パターンの定まっていないCPUのアルゴリズムのために攻略が困難であった。『真サム』では、全キャラクター中で怒りゲージが最も溜まりやすく、多段攻撃で一気に体力を奪う強斬り、当てた相手のレバー入力を左右逆にする「邪神共鳴」を始めとする各種の飛び道具、あらゆる攻撃を受け付けない完全無敵のワープ技「魔界転生」を駆使してプレイヤーに迫ってくる。怒り頂点時には黒子に次ぐ威力の武器破壊技「天地魔境陣」を連発してくるなど、最終ボスにふさわしい圧倒的な強さを誇る。
PlayStationの『サムライスピリッツ剣客指南パック』では、『真サム』のCPU戦をクリアすれば対戦モードでのみ使用可能。
『サムライスピリッツ零SPECIAL』（以下『零SP』と表記）では、投げスカりの硬直が短い、連続技の威力が高いなどの長所はあるが、総合性能はかなり低い。『剣客伝』では『零SP』よりも性能が上がった。

## 技の解説

### 必殺技
魔界転生
自分の足元に作った魔法陣の中に入り、一定の位置に瞬間移動するワープ技。
『真サム』では、出現位置を相手の前後から選べる。行動可能になるまで、投げ技を含む全ての攻撃に対して無敵。
『零SP』では出現位置が相手の遠距離・密着（前）・密着（後）と増えたものの、無敵ではなくなった（消えている間以外）。
『剣客伝』では遠距離に出現できなくなったうえ、相手がジャンプしていると空中に出現してしまい、そこからの落下が非常に遅く、使いにくい。
邪心共鳴
『真サム』では飛び道具で、梵字が書かれた光り輝く光弾を飛ばす。横と斜め上にも撃てる。攻撃力は低いが、当たった相手のレバー操作を全て正反対にする。必殺技コマンドなども全て逆に操作しなければならない。元に戻るには、憑依中にもう一度同じ技を食らうか、5秒間経過するのを待つ。
『零SP』・『剣客伝』では、相手のいる位置にガード不能の球体を出す。当たると相手のレバー操作を全て正反対にする。相手がどこにいてもサーチするが､攻撃判定はそれほど大きくはない。『剣客伝』では背後に付いた死神が残り時間を指折り数えている。効果が消える前にもう一度この技が当たると、また5から数え直す。
この光弾の模様はアシュク如来真言のアレンジで、「ウン」の梵字の四方を「Si」「Sa」「Wa」「Ku」を表す字で囲むことで「呪」としている。
覇気陰滅陣
立ちガード不可の魔法陣を相手に飛ばし、相手に触れると魔法陣の中から手が生えてきて相手を引きずり込んでから、落雷に包まれながら落下させる。魔法陣は相手の飛び道具と相殺するが、その際に（見た目は）消滅しない。
『零SP』では多段ヒット技で、相手を吹き飛ばす。
我神飢爆魂
従えている魔獣が巨大化して相手に突進、食らった相手に連続で噛み付く。
我神共鳴魂
従えている魔獣が体当たり。「我神飢爆魂」よりも発生が早い。なお、『真サム』でのミヅキの技で、唯一相手の体力を削る能力を持つ。
『零SP』では空中に跳び、袴の中から従えている魔獣を出す。相手の体力を削れない代わりに、しゃがみガード不能。
『剣客伝』では空中必殺技になった。ジャンプ蹴りキャンセルやバックステップから出したりできるが、性能や見た目は『零SP』とほぼ同じ。
我神変裂魂
従えている魔獣の口から出された光弾が、前方へ低速で飛んでいき、喰らった相手を無力な姿（主に豚だが、キャラクターの個性が反映される）に変える。姿を変えられた後は、しばらく前後を低速で移動する以外の一切の動作ができなくなる（ガードも不可）。
呪歌爪弾
『零SP』で追加された技。回転しながら爪で引っ掻く。
神魔滅殺陣
投げ技。相手の体を念力で浮かせ、反転させた状態で地面に叩きつける。『真サム』での通常投げである。
『剣客伝』では一部のキャラクターに対して“神魔滅殺陣→（ダッシュ）追い討ち→神魔滅殺陣→…”を繰り返すことにより、永久連続技が可能。追い討ちを食らった後に、起き上がる前に投げられ判定が出現するためにこのようなことができる。他のキャラクターにもこれを利用した連続技があるが、追い討ち後に投げ間合い外になるキャラクターは決まらない。

### 超必殺技系
天地魔境陣
武器破壊技、もしくは武器飛ばし技。「ウン」の梵字が書かれた黒い光弾を前方に飛ばす。光弾は一定距離進んだあとに加速しながらミヅキの方へ戻ってくる。光弾が相手に当たると梵字の周囲に縁が現れ「邪心共鳴」と同様の模様になり、相手に張り付いて画面内を四方八方に飛び回ったのち、火柱を上げて爆発させて相手を吹き飛ばす。
幻魔怨呪魂
秘奥義。ミヅキの分身が何度も「呪歌爪弾」を繰り出す。ミヅキ本体はすぐ自由に動けるため、同時攻撃ができる。
狂魔祀怨獄
絶命奥義。念力のように相手を斬りまくり、玉串の一撃でとどめをさす。相手は頭部がない状態で屍と化す。

## 登場作品
- 真サムライスピリッツ 覇王丸地獄変
- 真説サムライスピリッツ 武士道烈伝
- サムライスピリッツ零SPECIAL
- サムライスピリッツ 天下一剣客伝
- ナコルル〜あの人からのおくりもの〜

背景出演
- KOF MAXIMUM IMPACT 2

## キャスト
- 生駒治美（真サムライスピリッツ 覇王丸地獄変、サムライスピリッツ天下一剣客伝・六番勝負の声優変更版）
- 松本梨香（真説サムライスピリッツ 武士道烈伝）
- 伊藤静（サムライスピリッツ零SPECIAL）
- 大沢つむぎ（サムライスピッツ 天下一剣客伝）
- 土屋実紀（ナコルル〜あの人からのおくりもの〜）
- 富沢美智恵（CDドラマ『電撃CD文庫 真サムライスピリッツ 覇王丸地獄変』）

## 『武士道烈伝』での関連人物
疾風の鈴音（しっぷうのれおん）
「妖花慟哭之章」のみに登場。先祖代々、ミヅキを倒すために追っている剣士。武器は「びずき」といい、自分の背丈ほどもある大きな剣を装備している。その名の通り、風を操る技を多く持つ。代々受け継がれる「法鈴」で、ミヅキが世界各地に飛散させた邪器「邪銅鐸」を破壊するのが目的。プレイヤーが初めて出会う頃には1人で行動しており、主人公に何度か接触を図って訝られるが、最終的にはパーティーに加わる。一人称は「俺」であるが、実は女性である。エンディングでは、和狆から「おなごであるなら恋をしろ」と諭される。
烈風の飛音（れっぷうのひおん）
鈴音の200年前の先祖で、一人称は「あたし」。ある1人の退魔師に付き従っていた。その退魔師こそが美州姫であり、彼女によって調伏された「波音」（はおん）という魔物を一緒に連れていた。波音は「人間になる」という夢を抱いており、悪霊のミヅキを調伏すれば、それが叶うと信じていた。イベントで主人公と彼らは仲間となり、共に行動することになる。恐山にて、霊体のミヅキに戦いを挑むも敵わず、美州姫は体を乗っ取られ、美州姫を救うために波音がミヅキに挑むも返り討ちにされる。美州姫は主人公と飛音を伊勢に逃がしてミヅキを封印する。美州姫の力なしでは恐山に行くこともできず、飛音は途方にくれる。飛音は主人公との別れ際に、自分は女に戻って子を産み、剣術を教えるということを話す。そして、ミヅキを倒して欲しいという願いを主人公に託す。
声は両者とも、高乃麗が担当している。

## 関連人物
- 花諷院和狆 - 霊体のみで一蹴した相手
- 黒子 - 同上
- 千両狂死郎 - 付け狙う対象。のちに美州姫の夫となる。